# Episodi di Spinning Out
La prima e unica stagione della serie televisiva Spinning Out è stata distribuita dal 1º gennaio 2020 da Netflix ed è composta da 10 episodi.
| n° | Titolo originale        | Titolo italiano                           | Pubblicazione USA | Pubblicazione Italia |
| -- | ----------------------- | ----------------------------------------- | ----------------- | -------------------- |
| 1  | Now Entering Sun Valley | Benvenuti a Sun Valley                    | 1º gennaio 2020   | 1º gennaio 2020      |
| 2  | Welcome to the Family   | Benvenuta nella famiglia                  | 1º gennaio 2020   | 1º gennaio 2020      |
| 3  | Proceed with Caution    | Procedere con cautela                     | 1º gennaio 2020   | 1º gennaio 2020      |
| 4  | Keep Pinecrest Wild     | La salvaguardia della natura di Pinecrest | 1º gennaio 2020   | 1º gennaio 2020      |
| 5  | Two for $40             | Due per 40 dollari                        | 1º gennaio 2020   | 1º gennaio 2020      |
| 6  | Have a Nice Day!        | Buona giornata                            | 1º gennaio 2020   | 1º gennaio 2020      |
| 7  | Healing Times May Vary  | I tempi della guarigione possono variare  | 1º gennaio 2020   | 1º gennaio 2020      |
| 8  | Hell Is Real            | L'inferno esiste                          | 1º gennaio 2020   | 1º gennaio 2020      |
| 9  | #1 Mom                  | La mamma n.1                              | 1º gennaio 2020   | 1º gennaio 2020      |
| 10 | Kiss and Cry            | Kiss and Cry                              | 1º gennaio 2020   | 1º gennaio 2020      |

## Benvenuti a Sun Valley
- Titolo originale: Now Entering Sun Valley
- Diretto da: Elizabeth Allen Rosenbaum
- Scritto da: Samantha Stratton

### Trama
La protagonista è una giovane ragazza di nome Kat. La ragazza racconta che cosa le è successo: mentre eseguiva un triplo torum, è caduta di testa e da allora non è più riuscita a fare quel salto. Adesso lavora in un locale come cameriera insieme al suo migliore amico Marcus che fa il direttore, mentre la sua migliore amica Jenn, innamorata perdutamente di Justin, soffre di dolori all'anca. Kat vive con sua madre Carol e la sua sorellastra Serena. Una particolarità di Kat e sua madre è che sono entrambe bipolari. Poi c'è Justin Davis il pattinatore più bravo che si possa trovare, quando era piccolo è stata sua madre a fargli piacere il pattinaggio, ma da quando è morta non si esercita più con la stessa passione di sempre. Quando la madre di Kat dice alla figlia maggiore di aver licenziato il suo allenatore per assumerne uno nuovo per Serena, Kat si infuria, va alla pista di pattinaggio e fa colpo su Dasha, l'allenatrice di Justin, che le fa un’offerta: partecipare alle nazionali in coppia con lui. Kat rifiuta immediatamente perché non molto tempo prima tra lei e Justin c'era stato qualcosa; qualcosa che neanche lei si spiegava, erano come due gocce d’acqua. Poco dopo lei litiga con sua madre e se ne va in un campus nel dormitorio del suo attuale ragazzo. Dopo aver avuto un rapporto sessuale, lui le dice che si deve trasferire a Londra e le chiede di venire con lui, Kat dice che ci avrebbe pensato, ma con tutto quello che ha in mente se ne dimentica, così la mattina seguente, quando il suo ragazzo telefona, lei gli dice che in quel momento non può e i due si lasciano.

## Benvenuta nella famiglia
- Titolo originale: Welcome to the Family
- Diretto da: Elizabeth Allen Rosenbaum
- Scritto da: Samantha Stratton

### Trama
Decisioni drastiche cambiano la carriera di Kat, ma una concorrente inaspettata minaccia immediatamente le sue possibilità. A casa, Serena lotta con Carol.

## Procedere con cautela
- Titolo originale: Proceed with Caution
- Diretto da: Matthew Hastings
- Scritto da: Paul Keables

### Trama
I problemi di fiducia costringono Dasha a diventare creativa con l'allenamento, portando i pattinatori fuori dalle loro zone di comfort. I sospetti crescono intorno a Mitch.

## La salvaguardia della natura di Pinecrest
- Titolo originale: Keep Pinecrest Wild
- Diretto da: Matthew Hastings
- Scritto da: Elizabeth Peterson

### Trama
È il primo giorno di allenamenti, ma Kat e Justin non sono sincronizzati come dovrebbero, così l’allenatrice li fa salire sulla sua auto e li lascia a piedi a chilometri di distanza dalla palestra, in modo che possano stare soli e risolvere i loro problemi. Jenn decide di dire ai suoi genitori che non può più pattinare per i suoi dolori cronici all’anca, ma quando torna a casa scopre che i suoi genitori hanno assunto i migliori coreografi solo per lei.  A causa della sorpresa Jenn non riesce a dire niente. Nel frattempo, Marcus scia in una gara di beneficenza e vince, così alcuni membri di una squadra di sci gli propongono di entrare nel loro gruppo e lui, dopo averci riflettuto un po’, accetta la proposta.

## Due per 40 dollari
- Titolo originale: Two for $40
- Diretto da: Matthew Hastings
- Scritto da: Leon Chills

### Trama
Kat va con Justin e la sua matrigna a scegliere l’abito per la selezione della gara, dicendo che vuole pagare metà del costume. La matrigna accetta e le dice che deve pagare 700 dollari, anche se in realtà i dollari erano più di 5400. Jenn va ad una festa alla quale ha invitato Justin perché è innamorata di lui e porta con sé il suo amico gay: dopo un paio di drink Jenn e Justin vanno nella sua auto, si baciano e stanno per farlo, ma proprio in quel momento Kat entra nel locale per cercare la sua amica. Allora Jenn corre subito dentro lasciando Justin nell'auto. Una volta dentro, Kat parla con la sua amica dicendole che ha bisogno di soldi e che ha deciso di vendere le sue pillole di studio per 20 dollari l’una.

## Buona giornata
- Titolo originale: Have a Nice Day!
- Diretto da: Norma Bailey
- Scritto da: Jenny Lynn

### Trama
Dopo un periodo in una struttura di salute mentale, Carol cerca di mettere ordine nella sua vita, ma subisce una serie di problemi finanziari. Si rivolge così alla matrigna di Justin, Mandy, per chiedere aiuto. Mitch si sente in conflitto nella sua relazione come fidanzato di Carol e allenatore di Serena. Le cose iniziano ad andare bene per Kat quando inizia a riprendersi dal suo disturbo da stress post-traumatico e lei e Justin si aprono l'uno con l'altro fuori dalla pista di pattinaggio. Tuttavia, proprio quando le cose sembrano andare meglio, Kat litiga con Jenn con amare conseguenze e inizia a lottare con l'ansia di esibirsi. Intanto Marcus deve prendere una decisione difficile.

## I tempi della guarigione possono variare
- Titolo originale: Healing Times May Vary
- Diretto da: Norma Bailey
- Scritto da: Elizabeth Higgins Clark

### Trama
I dolorosi segreti di Dasha vengono alla luce. Intanto, quando Kat e Justin iniziano a competere, Kat è delusa dal fatto che la bassa difficoltà dei loro allenamenti significa che finiranno sempre ben lontano dal podio. Sperando di avere la possibilità di competere a livello nazionale, Kat prende una decisione che dà priorità alla sua carriera rispetto alla sua salute mentale. Quando il padre di Serena, Reggie, ritorna all'improvviso, Mitch lotta con la gelosia mentre Carol accoglie la notizia finché non scopre che Reggie ha intenzione di prendere Serena a tempo pieno.

## L'inferno esiste
- Titolo originale: Hell Is Real
- Diretto da: Jon Amiel
- Scritto da: Paul Keables ed Elizabeth Peterson

### Trama
Dopo settimane senza prendere le medicine, Kat perde il controllo iniziando a fare acquisti e feste che hanno conseguenze devastanti per Justin e Marcus. Serena si sente abbandonata, mentre Kat evita le sue chiamate, e Carol si ritrova ad aiutare Mandy quando quest'ultima va in travaglio precoce.

## La mamma n.1
- Titolo originale: #1 Mom
- Diretto da: Matthew Hastings
- Scritto da: Lara Olsen

### Trama
Dopo aver ricevuto una chiamata da Justin, Carol aiuta Kat a riprendere le medicine e mente a tutti dicendo che ha la polmonite. Ora consapevoli del segreto di Kat, Justin e Marcus decidono di restare in silenzio nonostante subiscano dure conseguenze per il comportamento della ragazza. Nonostante il desiderio di Kat di rivelare il suo disturbo, Carol fa pressione su Kat affinché rimanga in silenzio sulla sua malattia mentale. Intanto, Carol e Mitch contemplano un grande passo e Serena svela un segreto sulla caduta di Kat.

## Kiss and Cry
- Titolo originale: Kiss and Cry
- Diretto da: Jon Amiel
- Scritto da: Samantha Stratton

### Trama
Justin decide di porre fine al suo rapporto personale e professionale con Kat solo per cambiare idea all'ultimo minuto. I due si dirigono alle provinciali, che si tengono sulla pista dove Kat ha avuto l'infortunio che ha alterato la sua carriera. Kat è distratta dalla competizione quando il comportamento di Serena la porta a sospettare, ancora una volta, che Serena sia stata violentata da Mitch. Nel frattempo, le relazioni intorno a Justin e Kat si ritrovano tutte a un bivio.